# Laut
Ein Laut ist allgemein ein Geräusch oder ein Klang, hervorgerufen durch die menschliche oder tierische Stimme. Die Erzeugung und Wahrnehmung von menschlichen Lauten ist Gegenstand der Phonetik, im Tierreich der Bioakustik.

## Sprachlaute
In der allgemeinen Sprachwissenschaft ist ein Laut im engeren Sinn eine definierte, mit dem Strom des Atems bei bestimmter Stellung der Sprechwerkzeuge hervorgebrachte Schallwelle.
Ein Sprachlaut bzw. Phon wird als kleinste phonetische Einheit der gesprochenen Sprache verstanden. Die schriftliche Darstellung ist durch eine Lautschrift möglich. Als Standard dafür gilt das Internationale Phonetische Alphabet.